# Piedra laberíntica del rey Silo

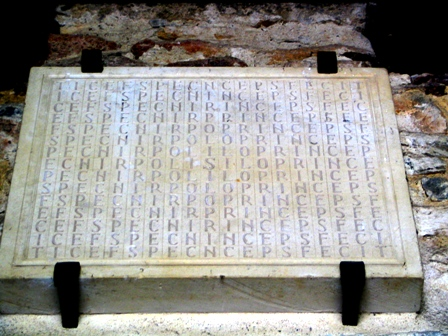
Reconstrucción de la piedra.

La piedra laberíntica del Rey Silo o acróstico de Silo es la lápida fundacional de la iglesia de Santianes de Pravia.
La losa original era una piedra caliza con unas dimensiones de 52,96 cm de largo por 42,15 cm de ancho y un espesor de 12 cm en las que se hallan talladas, formado por 19 columnas y 15 filas, 285 letras talladas en capital romana formando la frase «SILO PRINCEPS FECIT» (lo hizo el príncipe Silo) partiendo de la S central (subrayada en el texto de más abajo). La combinación de las letras de columnas y filas dan un resultado total de 45.760 repeticiones de la frase. Sin embargo, fuentes solventes indican que solo se puede leer hasta 2024 veces las palabras «Silo princeps fecit»
La piedra actual está situada sobre el dintel de la puerta de entrada de Santianes en el mismo lugar que la original; destruida por Fernando Salas en 1662 a raíz de un pleito con los feligreses de la parroquia por el derecho de enterramiento en el templo. De la losa original se conserva, en la localidad de Pravia (Asturias) (España), sólo un fragmento de 18,5 cm, x 16,5 cm y 12 cm de grosor.

## Cronología
Aunque la inscripción se suele fechar a la época del rey Silo, los últimos estudios sugieren que es una inscripción del siglo X para justificar la posición de la monarquía Asturiana, haciendo referencia a un rey del siglo VIII.

## Texto
```
T I C E F S P E C N C E P S F E C I T
I C E F S P E C N I N C E P S F E C I
C E F S P E C N I R I N C E P S F E C
E F S P E C N I R P R I N C E P S F E
F S P E C N I R P O P R I N C E P S F
S P E C N I R P O L O P R I N C E P S
P E C N I R P O L I L O P R I N C E P
E C N I R P O L I 
S
 I L O P R I N C E
P E C N I R P O L I L O P R I N C E P
S P E C N I R P O L O P R I N C E P S
F S P E C N I R P O P R I N C E P S F
E F S P E C N I R P R I N C E P S F E
C E F S P E C N I R I N C E P S F E C
I C E F S P E C N I N C E P S F E C I
T I C E F S P E C N C E P S F E C I T
```